# Хун Май
Хун Май (кит. трад. 洪邁, упр. 洪迈, пиньинь Hóng Mài; 1123, Поян — 1202, Ханчжоу), второе имя Цзинлу (кит. 景盧); прозвания Ечу (кит. 野處) и Жунчжай (кит. 容齋) — китайский государственный деятель, конфуцианец и писатель времён династии Южная Сун. Известен как автор коллекции рассказов о необычном «Записи И-цзяня» (кит. 夷堅志) и сборника бицзи «Заметки Жун-чжая» (кит. 容齋隨筆).

## Биография
Хун родился в 1123 году в уезде Поян. Его отец Хун Хао был чиновником в правительстве Сун, который участвовал в переговорах между Сун и Цзинь во время войн периода Цзинкан. У Хуна были три сестры и семь братьев, из которых наиболее прославились два старших брата — Хун Ко (Хун Ши, 1117—1184) и Хун Цзунь (1120—1174). Хун Ко достиг поста цзайсяна (канцлера), а Хун Цзунь — помощника цзайсяна. Руководитель восстания тайпинов Хун Сю-цюань (кит. 洪秀全, 1814—1864) был внуком Хун Хао в двадцать восьмом колене.
В 1145 году благодаря благосклонности императора Гао-цзуна Хун Май получил пост уполномоченного по перевозке зерна.
В 1162 году Хун Май был отправлен в качестве дипломата в империю чжурчжэней, которые правили в то время северной частью Китая. Во время своего пребывания на севере он пытался установить перемирие в Шаньдуне, но чжурчжэни не были готовы к этому. Май не получил никакого ответа с севера и к осени вернулся на юг.
В 1166 году Хун был назначен магистратом Цзичжоу. В последующие годы он также управлял Ганьчжоу, а затем Учжоу.
В 1175 году Хун стал чиновником национального архива и участвовал в составлении хроник.
В 1190 году Хун был назначен магистратом Шаосина. В Шаосине он внёс исправления в регистр населения и подал прошение о снижении налогов для жителей Шаосина.
Хун умер в 1202 году в возрасте почти 80 лет. Посмертно ему было присвоено имя «Вэньминь» (кит. 文敏).

## Творчество

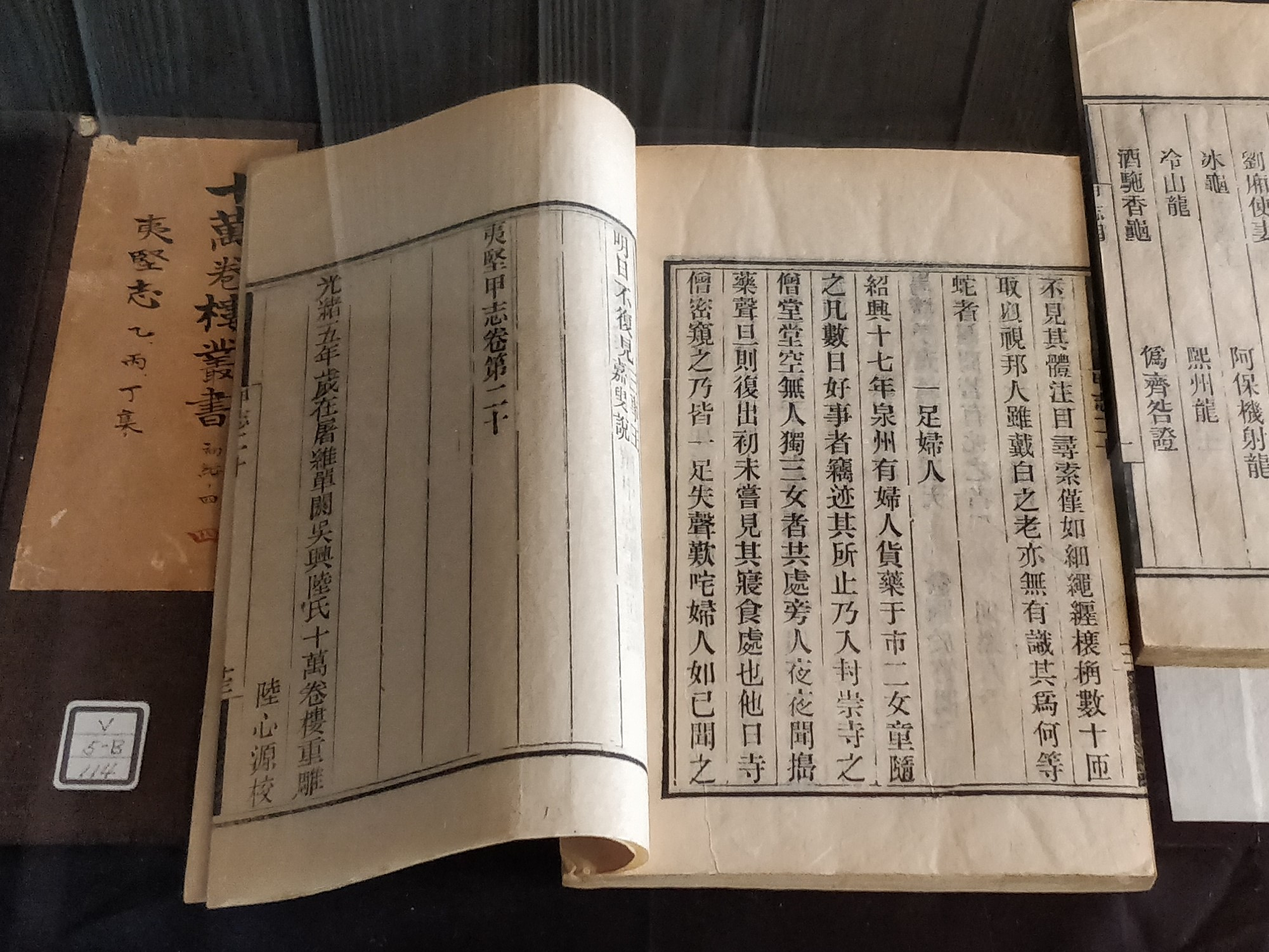
Ицзяньчжи, коллекция Тоё бунко, Токио

Сборник «Записи И-цзяня» был одним из основных вкладов Хуна в китайскую мифологическую традицию о яогуай, восходящую ко времени Гань Бао. В сборнике рассказывается о мифических, фантастических и сверхъестественных происшествиях, которые случились во времена династии Сун. Что ещё более важно, сборник подробно описывает повседневную жизнь китайцев времён династии Сун, которая в противном случае осталась бы неизвестной современным исследователям.
Хун Май был защитником китайской художественной литературы, записанной на разговорном языке. Он поднял художественную литературу о повседневности до уровня высокой поэзии. В особенности Хун восхвалял авторов художественных произведений времён династии Тан за их трогательное изложение повседневных эмоций простых людей.
В 1180 году Хун Май инициировал проект по составлению сборника из десяти тысяч стихотворений династии Тан. Составление было завершено в 1190 году. Издание известно как «Десять тысяч четверостиший Тан».